# Геотермальный источник

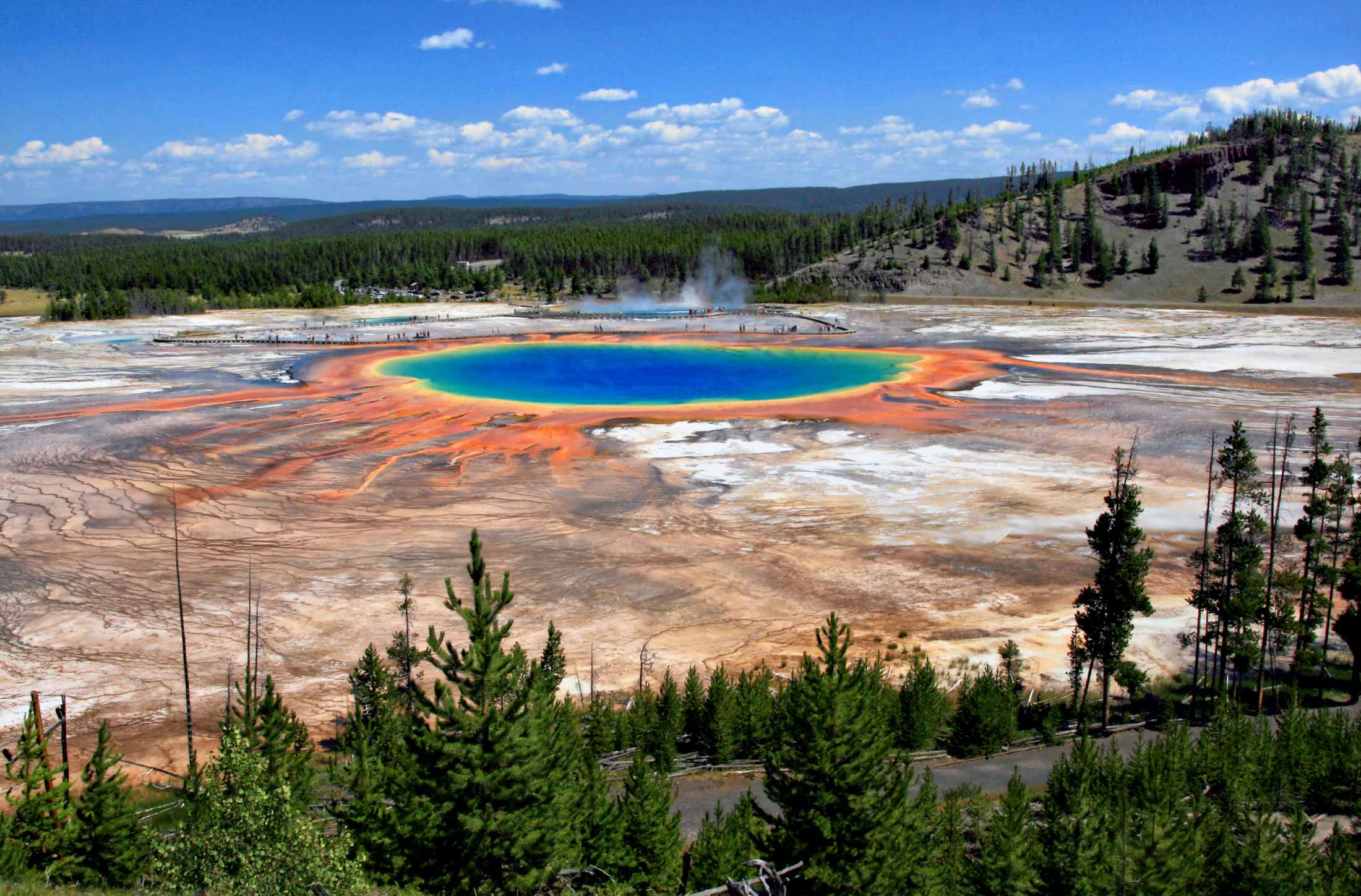
Большой призматический источник в Йеллоустонском национальном парке

Геотерма́льный исто́чник (от др.-греч. γαῖα, γῆ — земля и θερμός — «тёплый, горячий») — выход на поверхность подземных вод, нагретых выше +20 °C. Также существует определение, в соответствии с которым источник называется горячим, если имеет температуру выше среднегодовой температуры данной местности.
Большинство горячих источников питаются водой, которая подогревается магматическими интрузиями в районах активного вулканизма. Однако не все термальные источники привязаны к таким областям, вода также может подогреваться конвективной циркуляцией — просачивающиеся вниз подземные воды достигают глубины около километра и более, где порода имеет более высокую температуру из-за геотермического градиента земной коры, составляющего около 30 °C на километр первые 10 км.
Термальные минеральные источники подразделяются на тёплые (+20…+37 °C), горячие (+37…+50 °C) и очень горячие (+50…+100 °C).

## Распространение

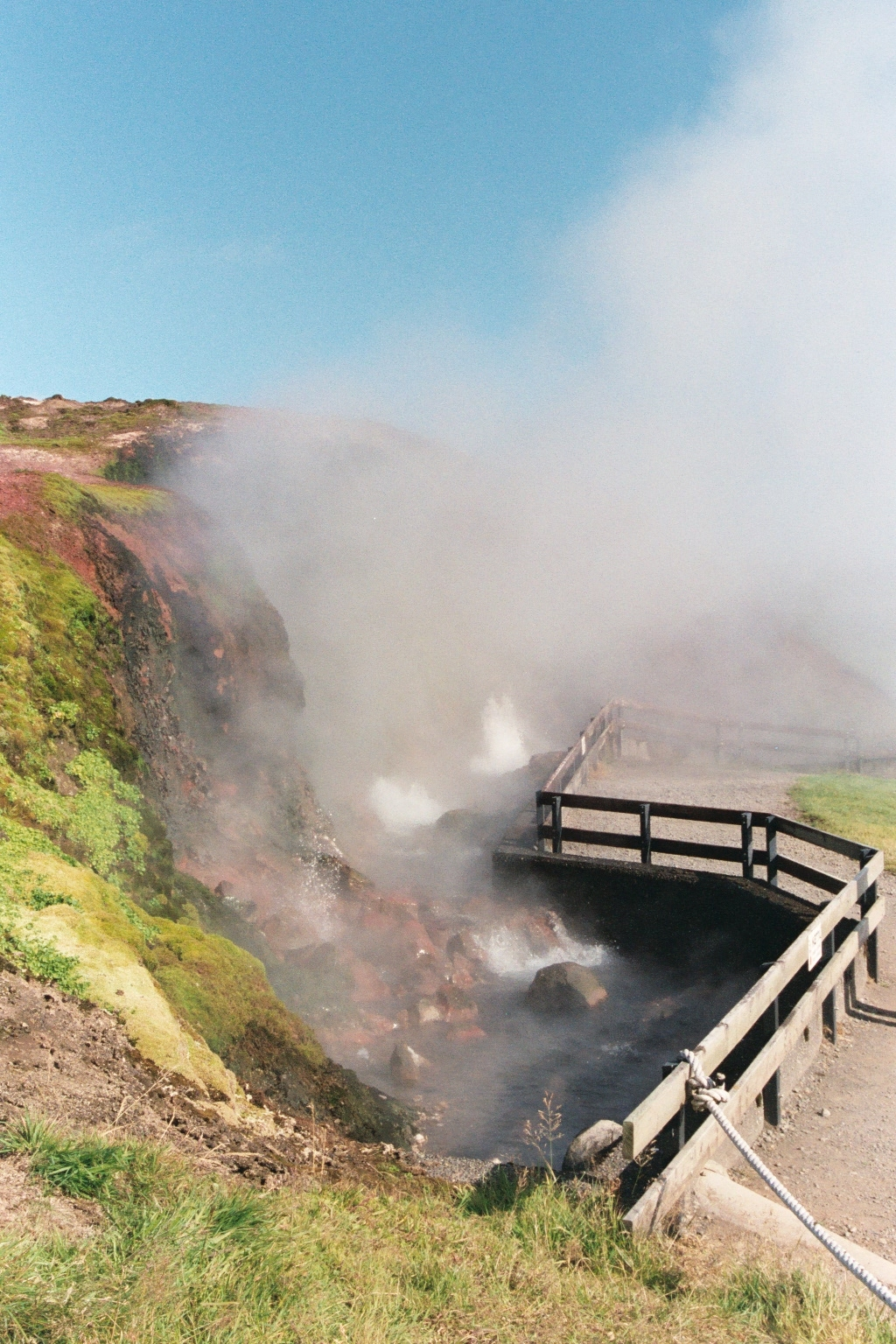
Самый крупный горячий источник Европы Дейльдартунгюквер (Исландия) выносит 180 литров воды в секунду при температуре +97 °C.

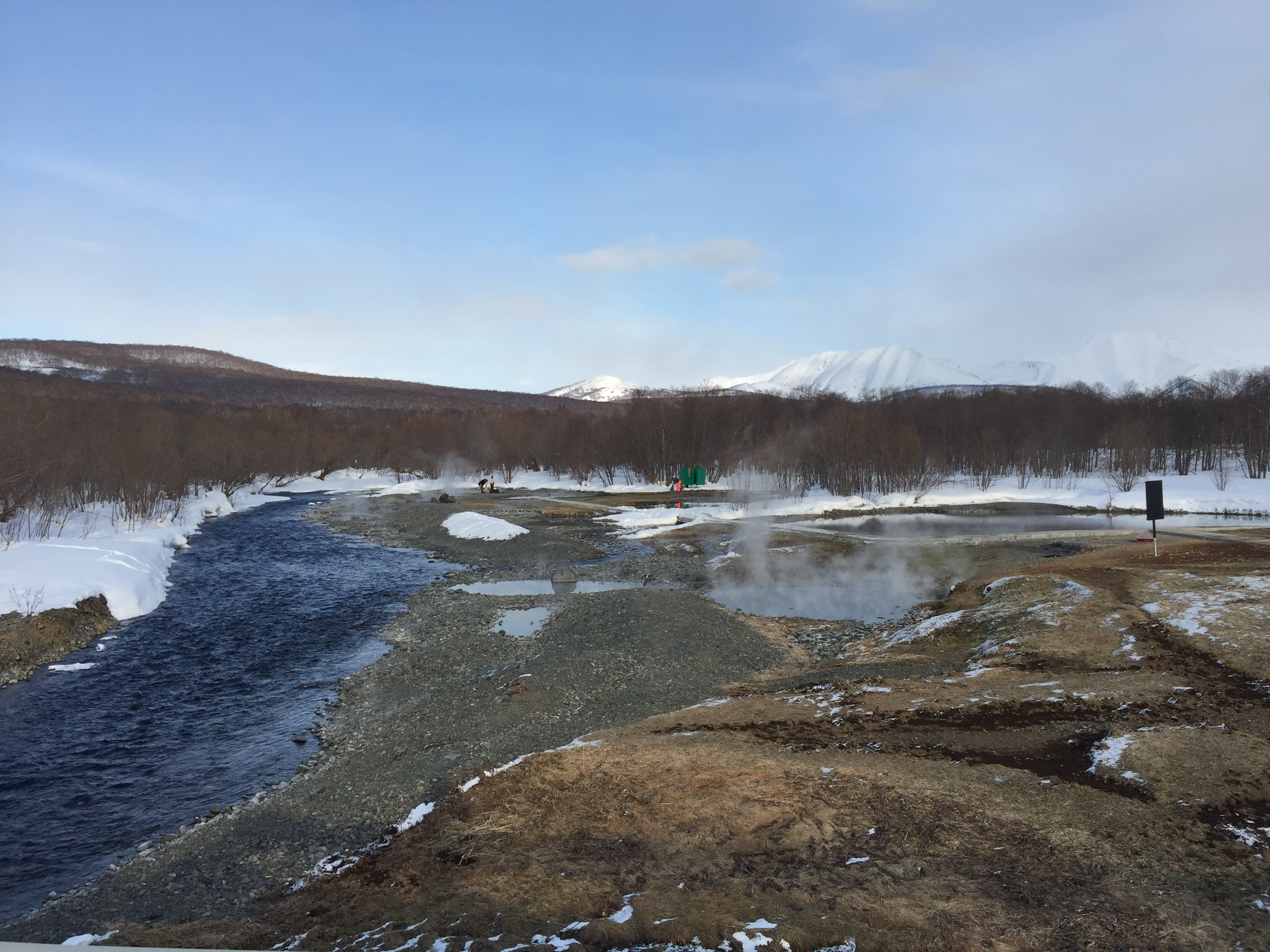
Горячие источники в поселке Малки на Камчатке

Изотерма +20 °C в земной коре проходит на глубинах от 1500—2000 м (районы многолетнемёрзлых пород) до 100 м и менее (субтропики), а в тропиках выходит на поверхность. В горных районах, таких как Альпы, Кавказ, Тянь-Шань и Памир, термальные источники имеют температуру до +50…+90 °C, а в артезианских бассейнах на глубинах 2000—3000 м скважинами вскрываются воды с температурой +70…+100 °C и более. В районах активного вулканизма источники проявляются в виде гейзеров и струй пара, выносящих на поверхность пароводяные смеси и пары с глубин 500—1000 м, где вода находится в перегретом состоянии (+150…+200 °C). Подобные объекты можно встретить на Камчатке (Паужетка), в США (Большие Гейзеры), в Новой Зеландии (Уаиракеи), в Италии (Лардерелло), в Исландии и других местах.
На Курильских островах питающие фумаролы газы могут частично перехватываться подземными водами, которые приобретая характер кислот, растворяют горные породы и выносят растворённые вещества в море.
Учитывая факт того, что наличие геотермальных источников типично для горной местности, абсолютным феноменом является наличие геотермальных источников в равнинной местности. В качестве примеров можно привести районы Западной Сибири, где наибольшее скопление геотермальных источников сосредоточено в западной части Тюменской области.

## Состав
Минерализация термальных вод, их химический, газовый состав сильно варьируется: от пресных и солоноватых гидрокарбонатных и гидрокарбонатно-сульфатных, кальциевых, натриевых, азотных, углекислых и сероводородных до солёных и рассольных хлоридных, натриевых и кальциево-натриевых, азотно-метановых и метановых, местами сероводородных.

## Биота
Термофилы — тип организмов из экстремофилов, которые живут при относительно высоких температурах (от +45 до +80 °C). Многие термофилы являются археями. Некоторые из обитателей термальных источников заразны для человека:
- Naegleria fowleri — амёба, обитает в тёплой воде и почве, распространена во всём мире. Может быть причиной заболевания менингитом[5][6]. Эта амёба попадает в мозг через носовые пути, с ней связывают несколько смертельных случаев[7][8].
- Acanthamoeba, по информации американских Центров по контролю и профилактике заболеваний, также может распространяться через горячие источники[9].
- Бактерия Legionella распространилась через термальные источники[10][11].
- В Японии был случай возможного заражения вирусом герпеса через горячий источник[12].
- Вирусы были найдены в очень экстремальных условиях, например в источнике с температурой +87…+93 °C и высокой кислотностью (pH=1,5) (Поццуоли, Италия). Эти вирусы в лабораторных условиях инфицировали клетки[13].

## Хозяйственное использование

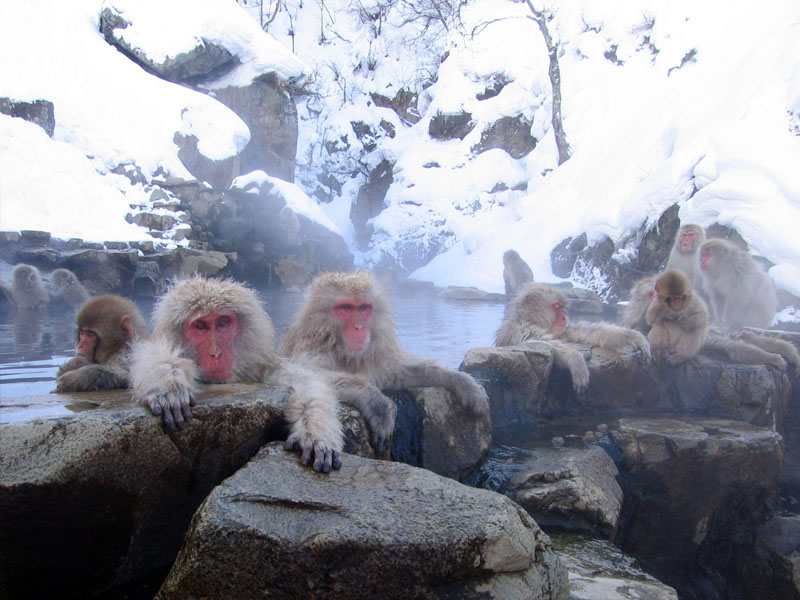
Макаки купаются в онсэне в парке Дзигокудани (Нагано, Япония).

Горячие источники издревле применялись для лечения больных (римские, тбилисские термы), соответствующий раздел медицины называется бальнеология. На территории России располагаются известные курорты Белокуриха, Кульдур (азотные термы, богатые кремнекислотой), Кавказские Минеральные Воды (углекислые воды), Мацестинский курорт (сероводород). В Японии на геотермальных источниках располагаются онсэны.
Термальные воды также используются для теплоснабжения и в качестве альтернативного источника электричества. Рейкьявик (столица Исландии) полностью обогревается теплом термальных вод. В Италии, Исландии, Мексике, России, США и Японии работает ряд электростанций на перегретых термальных водах с температурой свыше +100 °C.
В теплоснабжении существует деление источников на слаботермальные (+20…+50 °C), термальные (+50…+75 °C) и высокотермальные (+75…+100 °C), а в бальнеологии — на тёплые или субтермальные (+20…+37 °C), термальные (+37…+42 °C) и гипертермальные (более +42 °C).